# Negociaré con la pena
Negociaré con la pena es el nombre del primer EP grabado por el cantautor mexicano-estadounidense Pepe Aguilar, Fue producido de forma independiente y lanzado bajo el sello discográfico Sony Music Latin el 28 de junio de 2011 en México y el 6 de septiembre de ese mismo año en Estados Unidos. El EP contiene 6 canciones, dos de ellas de autoría de Pepe Aguilar. Negociaré con la pena es la primera parte de dos discos que Aguilar tiene planeados: Éste orientado al pop latino y el segundo Más de un camino al mariachi. «Ni contigo ni sin ti» es el primer sencillo del EP.

## Sencillos
«Ni contigo ni sin ti» es el primer sencillo del EP lanzado el lunes 28 de febrero de 2011, como descarga digital. La canción es el tema principal de telenovela mexicana del mismo nombre protagonizada por Eduardo Santamarina, Laura Carmine, Alessandra Rosaldo y Erick Elías.
«Prometiste» es el segundo sencillo del EP lanzado el lunes 18 de julio de 2011 como descarga digital.

## Lista de canciones
| N.º   | Título                                               | Escritor(es)                                                 | Duración |  |
| 1.    | «Para que no me duela tanto (Negociaré con la pena)» | Fato                                                         | 3:34     |  |
| 2.    | «Un privilegio»                                      | Fato                                                         | 4:08     |  |
| 3.    | «Prometiste»                                         | Pepe Aguilar, Jesús "Chuy" Flores & Nir Seroussi             | 3:35     |  |
| 4.    | «Si no me amas»                                      | Fato                                                         | 4:32     |  |
| 5.    | «Yo sin ti»                                          | Fato                                                         | 2:55     |  |
| 6.    | «Ni contigo, ni sin ti»                              | Pepe Aguilar, Jorge E. Murguia P & Mauricio López De Arriaga | 4:40     |  |
| 23:15 |                                                      |                                                              |          |  |

| iTunes Bonus Track |                                            |                                                              |          |  |
| N.º                | Título                                     | Escritor(es)                                                 | Duración |  |
| 7.                 | «Ni contigo, ni sin ti» (SarrasDeli Remix) | Pepe Aguilar, Jorge E. Murguia P & Mauricio López De Arriaga | 5:54     |  |
| 8.                 | «Prometiste» (SarrasDeli Remix)            | Pepe Aguilar, Jesús "Chuy" Flores & Nir Seroussi             | 6:18     |  |

## Posicionamiento en listas

### Semanales
| Estados Unidos | US Latin Albums            | 27 |
| Estados Unidos | US Regional Mexican Albums | 19 |
| México         | Mexican Albums Chart       | 16 |

### Certificaciones
| País   | Organismo certificador | Certificación | Ventas certificadas | Simbolización |
| ------ | ---------------------- | ------------- | ------------------- | ------------- |
| México | AMPROFON               | Oro           | 30.000              | ●             |

## Premios y nominaciones
| Año  | Ceremonia              | Categoría                         | Resultado |
| ---- | ---------------------- | --------------------------------- | --------- |
| 2012 | Premios Grammy Latinos | Mejor Álbum Pop Vocal Tradicional | Nominado  |